# Cantharocnemis felderi
Cantharocnemis felderi is een keversoort uit de familie boktorren (Cerambycidae). De wetenschappelijke naam van de soort is voor het eerst geldig gepubliceerd in 1866 door Westwood.